# Dominique Tian

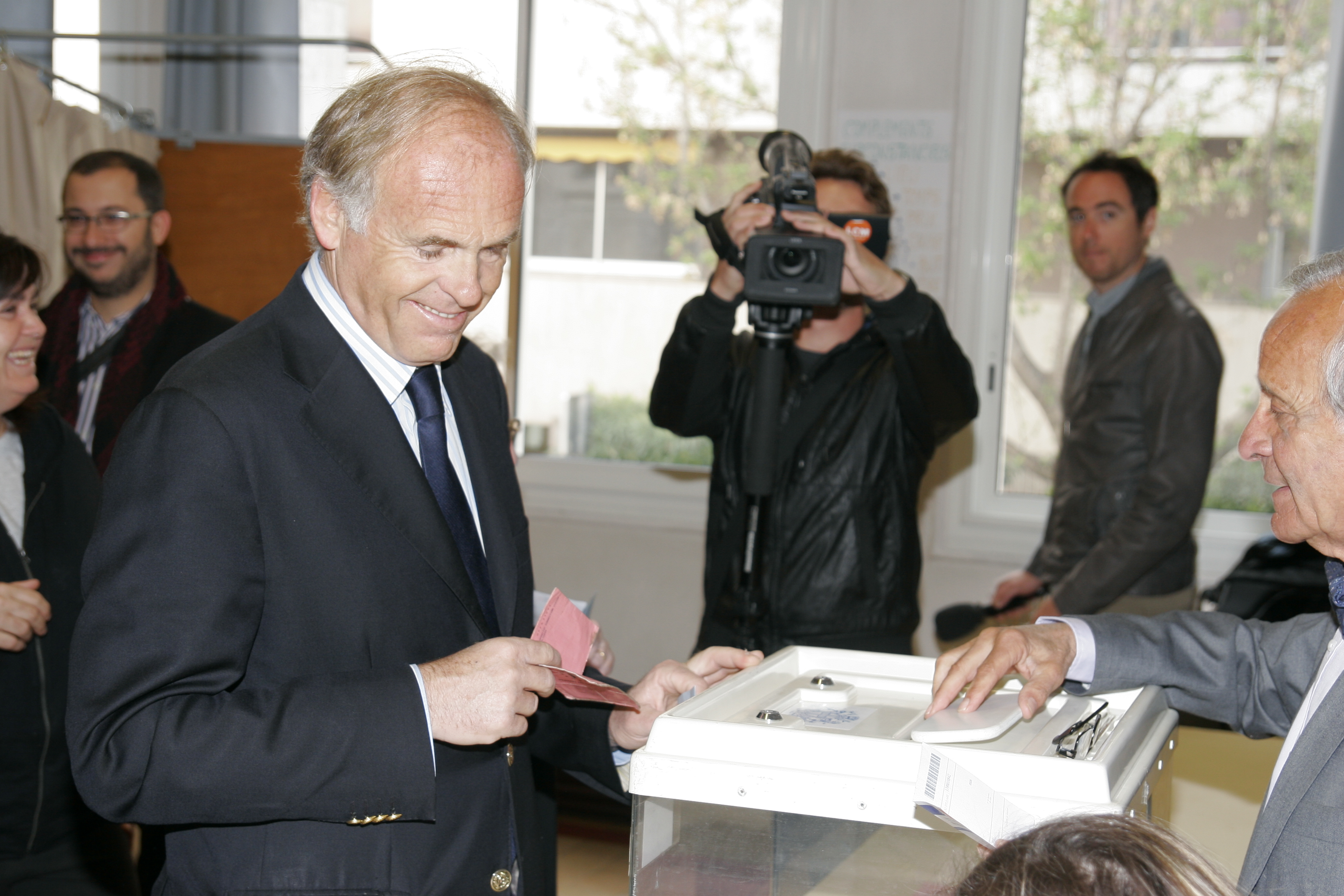
Dominique Tian 2012 bei der Stimmabgabe

Dominique Tian (* 14. Dezember 1959 in Marseille) ist ein französischer Politiker. Er ist seit 2002 Abgeordneter der Nationalversammlung.
1988 zog Tian in den Generalrat des Départements Bouches-du-Rhône ein. 1995 wurde er außerdem Bürgermeister des 6. und 8. Arrondissements von Marseille. Im selben Jahr zog er in den Stadtrat von Marseille ein. 2002 ersetzte er den bisherigen Abgeordneten Jean-François Mattei nach dessen Ernennung zum Gesundheitsminister. Tian, der im Parlament die UMP vertritt, wurde 2007 und 2012 wiedergewählt.